# Región Plateau-Central
La región Plateau-Central es una de las 13 regiones administrativas de Burkina Faso. Fue creada el 2 de julio del 2001 y cuenta con una población de 696 372 habitantes (2006). La capital de la zona es la ciudad de Ziniaré. Tres provincias conforman la región - Ganzourgou, Kourwéogo y Oubritenga.
- Datos: Q862606
- Multimedia: Plateau-Central / Q862606